# Kirgizisztán művészete
Kirgizisztán művészetén a kirgizek, a volt Kirgiz SZSZK és a mai Kirgizisztán művészetét értik.
A kirgizek művészetét évszázadokon át a nomád pásztornépekre jellemző népi díszítőművészet jelentette (posztórátétes munkák, hímzett selymek, bársonyszőnyegek, fegyverkészítés, nyergek, bőrdíszművesség, fafaragás, intarzia). Főképp ornamentikájuk jellegzetes, az állat- és növényminták mellett megjelentek geometrikus alakzatok is. Színezésük élénk, leggyakoribb színek a kék, vörös, fekete, fehér, ritkán használnak sárgát, barnát és zöldet.
A Szovjetunió megalakulása után jelentkeztek az első ábrázolóművészeti kísérletek és az európai jellegű képzőművészet. 1933-ban alakult meg a Kirgiz Művészek Szövetsége, 1935-ben múzeum és képzőművészeti stúdió jött létre. Néhány orosz képzőművész is alkotott itt (Obrazcov, Csujkov), ők lettek a kirgiz fiatalok mesterei. Ismertebb művészek: G. A. Ajtiev, A. I. Ignatov festők; L. A. Irina, A. N. Mihalev grafikusok, O. M. Mamujlova, I. P. Galcsenko, Sz. M. Akülbekov szobrászok.